# Фенилтиокарбамид
Фенилтиокарбамид (фенилтиомочевина, phenylthiocarbamide, также PTC или phenylthiourea) — белое кристаллическое вещество, которое одни люди (около 70 %) считают горьким на вкус, а другие — безвкусным.
Таким образом, вещество позволяет выявить наследственно обусловленную полиморфность людей, вызванную отсутствием (или неактивностью) одного из рецепторных белков. Реакция организма на это вещество определяется одним геном; способность ощущать вкус фенилтиокарбамида является доминантной по отношению к неспособности различать его вкус.
Способность человека ощущать вкус фенилтиокарбамида связана с групповой принадлежностью крови по системе Kell.
Применяется для отравления и отпугивания вредных позвоночных животных. Получается взаимодействием солянокислого анилина и роданида аммония. При хроническом отравлении происходит угнетение функции щитовидной железы.
Способность ощущать вкус фенилтиокарбамида является генетическим маркером предрасположенности к язвенной болезни желудка и двенадцатиперстной кишки.